# Сан Роко (Бергамо)
Сан Роко је насеље у Италији у округу Бергамо, региону Ломбардија.
Према процени из 2011. у насељу је живело 354 становника. Насеље се налази на надморској висини од 358 м.